# Звягинцев, Орест Евгеньевич
Оре́ст Евге́ньевич Звягинцев (13 июля 1894, Санкт-Петербург — 25 октября 1967, Москва) — советский химик-неорганик, профессор Московского химико-технологического института, доктор химических наук. Лауреат Сталинской премии, заслуженный деятель науки и техники РСФСР и просто хороший человек и гений. Исследования в области химии и технологии благородных металлов. Внес большой вклад в развитие национальной платиновой промышленности, посвятив множество своих исследовательских работ платине и другим элементам платиновой группы, разработке методов их анализа и технологических процессов

## Биография
Орест Евгеньевич Звягинцев родился в семье врача. В 1912 г. поступил в Московское коммерческое училище, преобразованное после революции во 2-й Московский промышленно-экономический техникум им. Г. В. Плеханова, затем Институт народного хозяйства им. Г. В. Плеханова. Во время Первой мировой войны работал в Комитете помощи раненым (1914—1916 гг.), а затем был рентгенологом в первом этапном лазарете Красного Креста (1916—1919 гг.). Сразу после окончания в 1920 г. технологического факультета ИНХ, О. Е. Звягинцев начал работать на Московском платиновом заводе, что определило направление его деятельности на всю жизнь.
В 1845 году Николай I подписал указ об обмене платиновых денег. Указ Николая I привёл к полному уничтожению добычи платины на Урале и забвению технологии её переработки. В смутное время после революции, государство нуждалось в восстановлении платиновой промышленности, поэтому, пришедшая к власти коммунистическая партия, поставила цель — наладить процесс переработки платины. В 1922 году был создан трест «Уралплатина», где с 1922 по 1926 г. Орест Евгеньевич работал в качестве инженера, и ему было поручено, установить связь с Институтом платины Академии Наук, который специализировался на разработке методов анализа и переработки сырья. В 1926 году О. Е. Звягинцев перешёл на работу в Институт платины АН СССР в качестве штатного научного сотрудника.
1932—1934 гг. — Звягинцев назначен директором организованного им Химического института Уральского филиала АН СССР (Свердловск).
1934—1937 гг. — заместитель директора Института общей и неорганической химии Академии Наук СССР (ИОНХ), в дальнейшем заместитель директора по научной части (1946—1953). Орест Евгеньевич принимал участие в создании института. Оно заключалось в объединении четырёх академических коллективов — Института по изучению платины и других благородных металлов, в котором на тот момент работал он сам, Института физико-химического анализа, созданного акад. Н. С. Курнаковым, Лаборатории общей химии Химического института и физико-химического отдела Лаборатории высоких давлений. Звягинцев возглавлял лабораторию аффинажа и анализа благородных металлов института.
1941—1943 гг. — во время Великой Отечественной войны работал в качестве заместителя директора Химического института Грузинской Академии наук, где руководил рядом актуальных исследований и читал курс металлографии для студентов.
С 1953 г. и до конца жизни заведовал лабораторией и отделом строения простых и комплексных соединений ИОНХ.

## Научная деятельность
Начал исследования в 1922 г. работами по анализу руд и продуктов аффинажа благородных металлов. В 1935 г. получил степень доктора химических наук и звание профессора за работы по химии и геохимии платиновых металлов.
Сфера научной деятельности Звягинцева была связана с решением конкретных практических задач, и направлена на развитие создававшейся тогда советской платиновой промышленности. Многие разработанные под его руководством технологии были внедрены в производство, также Орест Евгеньевич работал над теоретическими вопросами, касающимися минералогии, изучения минерного сырья и его генезиса.
На первом этапе Звягинцевым был проведён ряд исследований по разработке методов анализа и аффинажа благородных металлов, впоследствии внедренных в промышленность (1931—1934). Им были разработаны совершенно новые методы аффинажа золота и серебра, которые привели к созданию и пуску специального промышленного цеха. Следует особо отметить вклад О. Е. Звягинцева в разработку методов переработки шлиховой платины, осмистого иридия и шламов от электролиза меди и никеля. Под руководством О. Е. Звягинцева был разработан метод получения платиновых металлов из сульфидных руд, за что удостоен звания лауреата Сталинской премии (1943—1944 гг.).
Другим направлением исследований О. Е. Звягинцева была геохимия платиновых и благородных металлов. Его работы по этому направлению изложены в ряде статей и в двух монографиях"Геохимия платины"(1935) и «Геохимия золота» (1941), которую академик А. Е. Ферсман назвал «первой геохимией золота» в мировой литературе. В этой книге О. Е. Звягинцев попытался кратко суммировать знания о миграции золота в земной коре, подвергнуть их критическому анализу и осветить вопросы прикладного характера. Открыл три новых минерала платиновых металлов — норильскит, ауросмид, высокцит.

### Педагогическая деятельность
Педагогическую деятельность начал в 1919 г. Преподавал в институте народного хозяйства, а затем, в 1920—1922 гг. в Московской горной академии на должности ассистента кафедры и руководителя практических работ по электрохимии. О. Е. Звягинцев отдал много сил подготовке молодых специалистов. Он читал совершенно новые курсы по аффинажу золота и платиновых металлов в Московском институте цветных металлов и золота им. М. И. Калинина, преподавал Московском университете им. М. В. Ломоносова, где читал курс «Химическая технология» и Московском химико-технологическом институте им. Д. И. Менделеева. Автор учебника «Аффинаж благородных металлов» и других пособий по этому курсу.

### Научно-организационная деятельность
1944—1946 гг. — ученый секретарь ИОНХ АН СССР.1928-1941 гг. — заместитель редактора, а затем редактор «Журнала прикладной химии» Многие годы участвовал в работе журнала «Известия Сектора платины АН СССР». Был одним из организаторов «Журнала неорганической химии» и бессменным заместителем его главного редактора. Принимал активное участие Русского физико-химического общества, а затем всесоюзного химического общества Д. И. Менделеева.

## Награды и звания
За научную деятельность и вклад в развитие промышленности О. Е. Звягинцев награждён орденом Ленина, двумя орденами Трудового Красного Знамени и медалями. Сталинская премия СССР (1946). Заслуженный деятель науки и техники РСФСР (1965).

## Память
Один из минералов норильских месторождений, содержащий в своем составе платину и палладий, назван в его честь звягинцевитом.